# NSU 5PS
La sigla generica NSU 5PS identifica una famiglia di autovetture di fascia medio-bassa prodotta in varie versioni tra il 1909 ed il 1928 dalla Neckarsulmer Fahrradwerke AG, la Casa automobilistica tedesca che in seguito sarebbe divenuta nota come NSU. I modelli prodotti prima dell'avvento della prima guerra mondiale recavano la sigla anglosassone HP, sigla che fu mutata in PS (Pferdestärken) dopo l'arrivo di tale evento per tagliare ogni legame con il Regno Unito, avversario dell'Impero Tedesco durante la guerra.

## Storia e profilo
Nell'estate del 1909, la Neckarsulmer Fahrradwerk tornò nel settore delle vetture da 5 cavalli fiscali dopo una primissima esperienza maturata quasi tre anni prima con l'effimera 5/10 HP, presentata a novembre a Berlino e subito evolutasi nella 6/10 HP. Questo ritorno avvenne stavolta in maniera molto più decisa, tanto da dar luogo ad una vera e propria "dinastia" di modelli la cui storia si prolungherà fin quasi alla fine degli anni '20 del Novecento.

### La 5/10 HP bicilindrica
La prima vettura di questa famiglia di modelli prese la denominazione ufficiale di 5/10 HP e fu progettata prendendo come base di partenza il telaio della 6/10 HP, una struttura a longheroni e traverse in acciaio con passo portato a 2,1 metri e carreggiate pari a 1,15 metri. Meccanicamente venivano riprese tutte quelle soluzioni tradizionali che rappresentavano un po' lo standard per l'intera produzione automobilistica mondiale. E quindi, ecco che anche la 5/10 HP proponeva sospensioni ad assale rigido sia davanti che dietro ed un impianto frenante a ceppi agenti sulla trasmissione. Anche il motore, un bicilindrico da 1105 cm³ (con alesaggio e corsa pari a 75 x 125 mm), conservava la soluzione della distribuzione a valvole laterali. Ed anche il sistema di raffreddamento era del tipo a termosifone, assai utilizzato in quegli anni, mentre la lubrificazione era di tipo forzato, ossia ottenuta con l'ausilio di una pompa. La potenza massima ottenuta da tale propulsore era di 12 CV effettivi a 1200 giri/min. Tale potenza giungeva alla ruote posteriori mediante un cambio a tre marce in blocco con il motore e spingeva la vettura ad una velocità massima di 50 km/h.
La 5/10 HP fu venduta a partire dal mese di luglio del 1909 ad un prezzo di 3.000 marchi, prezzo al quale si otteneva una single-phaeton a due posti, unica carrozzeria disponibile per quel modello. La sua produzione durò due anni: fu infatti tolta di listino nel 1911.

### La 5/10 HP quadricilindrica
Nel frattempo, per venire incontro alle esigenze di palati più fini, la 5/10 HP fu proposta anche con un nuovo motore a 4 cilindri in linea della cilindrata di 1131 cm³, data da misure di alesaggio e corsa pari a 60 x 100 mm. Il diverso frazionamento del motore non influì nella classe fiscale della vettura, che rimase quindi nella fascia dei 5 CV fiscali. L'architettura di questo motore fu di fatto l'unica differenza consistente tra le due 5/10 HP contemporaneamente presenti nel listino NSU. Telaio, sospensioni e freni rimasero invariati, ma in realtà anche le prestazioni non fecero registrare grosse novità: il motore erogava la medesima potenza al medesimo regime di giri e solo la velocità massima riuscì a raggiungere i 55 km/h. Stavolta le carrozzerie disponibili furono due: single-phaeton a due posti o single-phaeton a tre posti. La carriera della 5/10 HP a 4 cilindri durò circa un anno e mezzo. Lanciata nell'ottobre del 1909, pochi mesi dopo la bicilindrica, fu tolta dal listino nella primavera del 1911.

### Le 5/11 HP a due e a quattro cilindri
I precedenti due modelli evolsero in contemporanea nella tarda primavera del 1911, dando origine a due modelli denominati 5/11 HP. Anche qui la principale differenza fu il diverso frazionamento del motore, rimasto comunque invariato anche nei valori di cilindrata e potenza massima. Le principali novità furono invece altre, quasi tutte concentrate nella restante meccanica: innanzitutto il cambio a 3 marce non fu lo stesso della 5/10 HP, ma venne preso a prestito dalla "sorella maggiore", la 6/18 HP, così come anche le ruote e gli assali. Il telaio stesso, dal canto suo, vide il proprio passo aumentare di 25 mm per la versione a quattro cilindri e addirittura di 200 mm per la versione a due cilindri. A questo punto, l'interasse della prima risultava pari a 2,125 metri, mentre la seconda vantava un passo di ben 2,3 metri. Ma anche la gamma di carrozzerie disponibili fu ampliata. Ora le 5/11 HP, sia a due che a quattro cilindri, potevano essere ordinate anche in configurazione double-phaeton o persino come furgoncino o come pick-up. Il destino commerciale dei due modelli influenzò anche il prosieguo della gamma dei modelli da 5 cavalli fiscali: la versione bicilindrica fu ritirata dalla vendita nel 1912 dopo solamente un anno di carriera, mentre la quadricilindrica proseguì fino al 1913, dopodiché scomparve anch'essa dai listini. Ma fu proprio l'architettura motoristica a quattro cilindri che verrà ripresa nei successivi modelli della stessa fascia di mercato.

### La 5/12 HP
Presentata nell'autunno del 1912, la 5/12 HP cominciò la sua carriera commerciale all'inizio dell'anno seguente e fu chiamata a sostituire la 5/11 HP a 4 cilindri. Molte furono le novità messe in campo dalla Casa di Neckarsulm. Innanzitutto la vettura fu proposta in due varianti di passo, ossia da 2,21 e 2,41 metri. Con il telaio più corto fu prevista la carrozzeria di tipo single-phaeton a due posti, mentre in abbinamento con il telaio più lungo fu prevista la restante gamma di carrozzerie, vale a dire double-phaeton, pick-up e furgoncino. Nuovo anche il motore, sempre quadricilindrico, ma che rispetto all'unità precedente tese maggiormente verso una configurazione di tipo quadro (alesaggio e corsa pari a 70 x 78 mm), pur rimanendo sempre nell'ambito dei motori sottoquadri (ossia con alesaggio inferiore alla corsa). La cilindrata crebbe fino a 1201 cm³, ma la potenza rimase invariata a 12 CV, stavolta erogati però a 1600 giri/min. Si ritrovarono anche le classiche soluzioni relative alla distribuzione a valvole laterali, al raffreddamento a termosifone e, per quanto riguarda la meccanica telaistica, alle sospensioni ad assale rigido. Pur costituendo la base della gamma NSU, la 5/12 HP non si propose come vettura economica per una vasta clientela, ma fu piuttosto l'equivalente di un'odierna "compatta premium", come peraltro testimoniava anche la particolare cura dell'assemblaggio e delle finiture, che la ponevano più in alto rispetto alla concorrenza. Anche il prezzo di listino fu quindi decisamente elevato, con una forbice compresa fra 4.200 e 5.000 marchi. Anche le prestazioni ebbero un leggero miglioramento rispetto al precedente modello e la velocità massima raggiunse i 60 km/h.

### La 5/15 HP

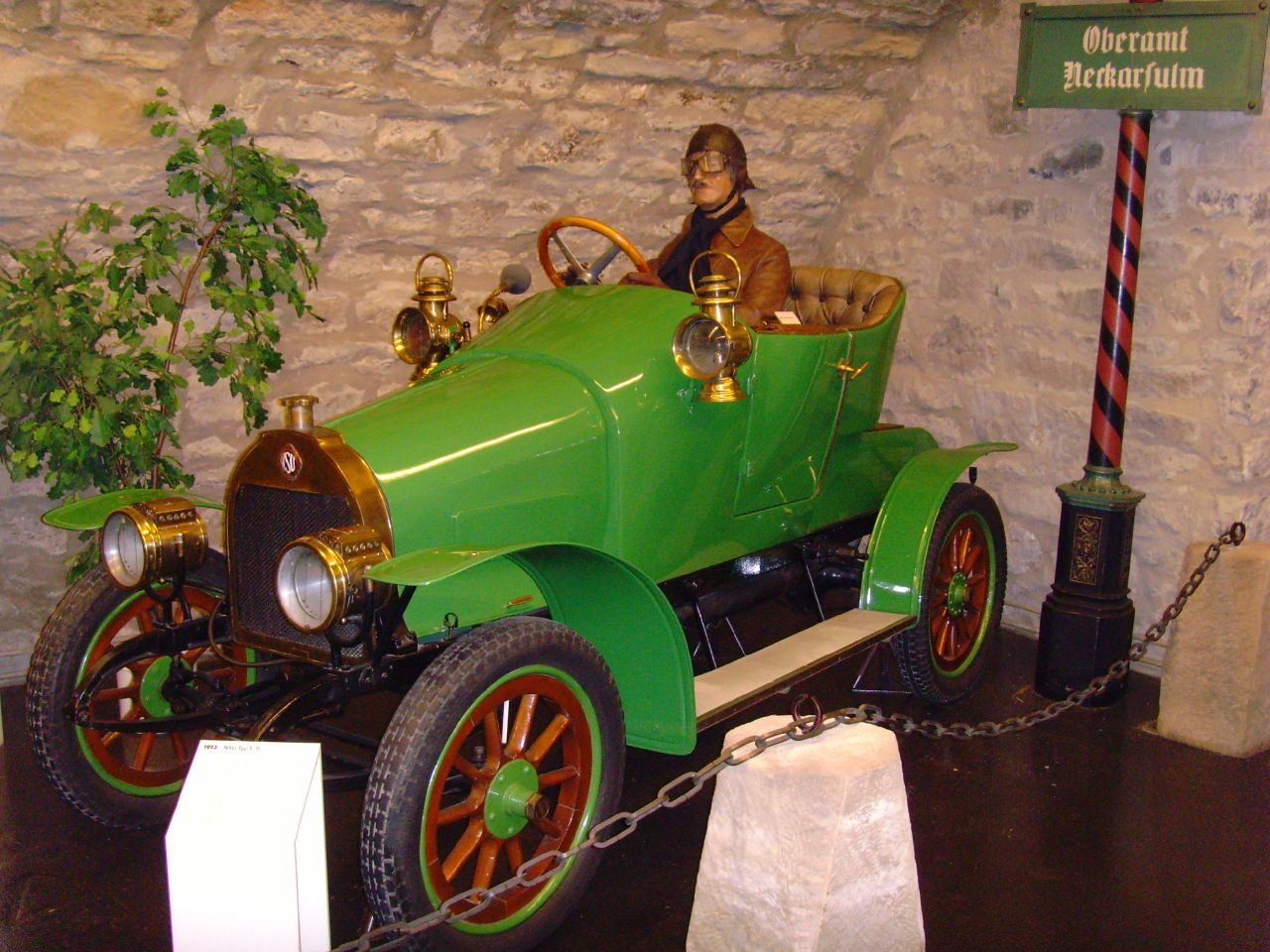
Uno dei primi esemplari di 5/15 HP con carrozzeria single-phaeton

Complice anche l'avvento della Prima Guerra Mondiale, la 5/15 HP fu il modello più longevo fra quelli appartenenti alla gamma delle NSU da 5 CV fiscali. Il passaggio dalla 5/12 HP alla 5/15 HP fu un passaggio obbligato per la Casa di Neckarsulm se quest'ultima voleva restare competitiva in un mercato che si stava popolando sempre più di modelli concorrenti. Proprio nel 1913, infatti, mentre la Wanderer stava debuttando nel settore dell'automobile con la sua 5/12 PS "Puppchen", la Opel stava proponendo ormai da due anni la sua 5/12 PS, curiosamente anch'essa soprannominata "Puppchen" come la rivale sassone. Chiaramente urgeva un'evoluzione della 5/12 di Casa NSU, in maniera tale da rimanere al vertice della categoria. Il risultato finale fu una vettura che venne presentata nell'autunno del 1914, ma che debuttò nella primavera del 1914, pochi mesi prima dell'arrivo della guerra. La 5/15 HP fu caratterizzata da un telaio ulteriormente allungato rispetto alla 5/12 HP, con interasse pari a 2,45 metri, mentre le carreggiate rimasero ancora quelle della prima 5/10 HP, con larghezza di 1,15 metri. Per quanto riguarda le ruote, si poteva scegliere fra quelle con razze in legno e quelle a raggi. Il motore fu nuovamente rinnovato e per la 5/15 HP fu montata un'unità da 1231 cm³ (alesaggio e corsa: 66 x 90 mm), un motore nuovamente a corsa lunga per tornare a privilegiare in maniera sostenuta l'erogazione di coppia motrice. La potenza massima crebbe fino a 15 CV a 1600 giri/min, cosicché la velocità massima poté salire fino a 65 km/h.
La 5/15 HP fu proposta nelle consuete carrozzerie, e cioè: single o double-phaeton, furgoncino e pick-up. La versione single-phaeton poteva essere ordinata a richiesta anche con un sedile a scomparsa situato nella parte posteriore, noto come "posto della suocera". Nuovamente concepita per svettare sulla concorrenza in fatto di raffinatezza e qualità costruttiva, la 5/15 HP di casa NSU non mancò al suo compito e divenne subito il modello di riferimento nella sua categoria. L'arrivo della Prima Guerra Mondiale non significò la fine della carriera commerciale per la 5/15 HP: nella versione biposto con terzo sedile a scomparsa, la 5/15 HP divenne uno dei mezzi prediletti per gli ufficiali tedeschi, almeno per quanto riguarda la prima parte della guerra. Nel 1915, infatti, la 5/15 HP dovette essere tolta di produzione per poter soddisfare le commesse belliche da parte dell'Impero Tedesco che aveva ordinato un ingente quantitativo di camion. Fu a questo punto che gli ultimi esemplari della piccola vettura di casa NSU videro la propria denominazione mutare definitivamente in 5/15 PS.

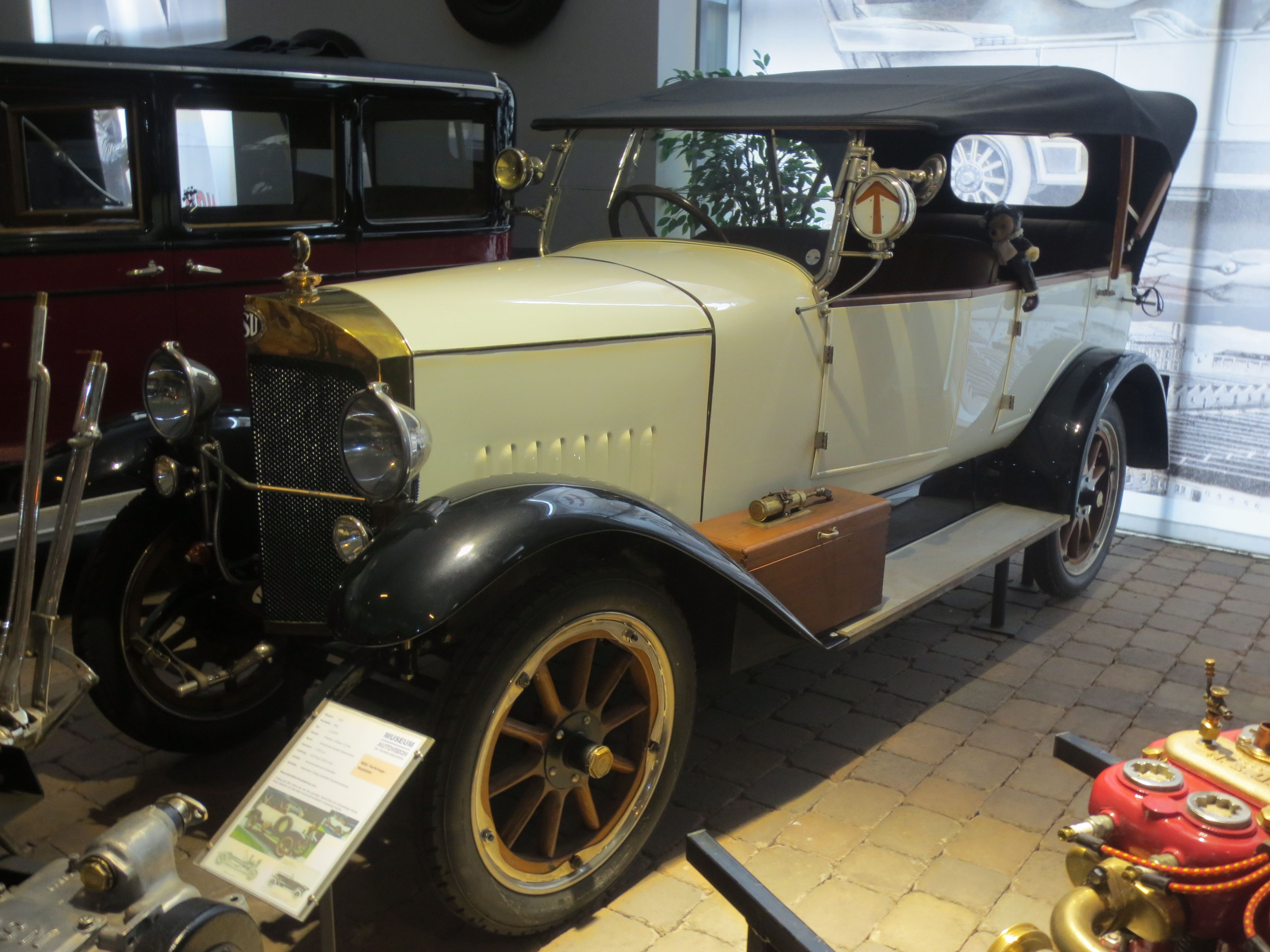
Una 5/15 PS del primo dopoguerra, denominata anche 5/20 PS per la sua potenza innalzata a 21 CV

I primi tre anni del dopoguerra videro la produzione della NSU stagnare a causa dell'inflazione galoppante, ma anche a causa della scarsa domanda e delle conseguenti difficoltà di riavviamento della produzione civile. La 5/15 PS fu uno dei tre modelli che la casa di Neckarsulm aveva in programma di inserire nel listino del primo dopoguerra, ma la sua produzione non sarebbe stata riavviata che nell'aprile del 1921 e inizialmente solo in un primo limitato lotto di 200 esemplari che in ogni caso fu venduto molto lentamente. Fino a quel momento le vendite riguardarono solo alcuni esemplari rimasti giacenti in magazzino e che riuscirono a salvarsi dalla guerra. La 5/15 PS prodotta dopo la fine della Prima Guerra Mondiale fu caratterizzata da nuovi aggiornamenti al telaio, sempre del tipo a longheroni e traverse in acciaio, ma dal passo ancora una volta aumentato fino a misurare 2.496 mm. Il motore utilizzato fu lo stesso delle 5/15 PS prodotte prima della guerra, ma subì alcune rivisitazioni, cosicché la potenza salì fino a 21 CV a 2100 giri/min. Per questo motivo alcune fonti, prima fra tutte il Museum Autovision di Altlußheim (Germania), descrivono la vettura con la denominazione di 5/20 PS. La 5/15 PS fu anche la sola NSU del primo dopoguerra a montare un cambio a 3 marce. Gli altri due modelli presenti in gamma, ossia la 8/24 PS e la 13/40 PS erano passate proprio in quel periodo ad un cambio a 4 marce. In virtù della potenza più alta, crebbero anche le prestazioni della 5/15 PS, che poté così contare su di un allungo massimo di 75 km/h. Interessanti novità anche per la gamma carrozzerie, in quanto la piccola NSU fu proposta anche in un'inedita versione limousine.
Nel 1922, fu avviata la produzione di un nuovo lotto di esemplari: in questa occasione la 5/15 PS venne anch'essa dotata di un più moderno cambio a 4 marce. In totale furono cinque le serie limitate nelle quali venne articolata la produzione della 5/15 PS durante il primo dopoguerra. La carriera commerciale della 5/15 PS terminò nella primavera del 1925.

### La 5/25 PS
Il 15 maggio 1925 cominciò la produzione della 5/25 PS, ultimo modello della gamma delle NSU da 5 CV fiscali. Come anche per la precedente 5/15 PS, così pure la 5/25 PS fu prodotta in più serie limitate. La prima di queste fu di 500 esemplari. Anche il passaggio dall'uno all'altro modello fu accompagnato da un nuovo aumento degli ingombri esterni: il passo salì fino a 2,65 metri, mentre la lunghezza totale della vettura era di 3,505 metri. Il motore nacque dalla rialesatura della precedente unità motrice: il diametro dei cilindri passò infatti da 66 a 68 mm, mentre la corsa rimase invariata a 90 mm. Ne derivò un motore dalla cilindrata complessiva di 1308 cm³, la cui potenza rimase invariata a 21 CV, stavolta disponibili però a 2400 giri/min. Il cambio fu lo stesso delle ultime 5/15 PS, vale a dire del tipo manuale a 4 marce. Anche le prestazioni non subirono variazioni di rilievo, così come la gamma delle carrozzerie disponibili.
Nel 1926 il motore subì alcune rivisitazioni e la potenza massima passò a 25 CV a 2500 giri/min, mentre la guida a destra, soluzione fino a quel momento consueta, passò sul lato opposto. Nel 1927 il cambio tornò alla meno moderna configurazione a tre marce. Nel 1928 la 5/25 PS fu tolta di listino: per alcuni mesi e fino alla fine dell'anno fu introdotta al suo posto la 6/30 PS.